# Sabermetrica
La sabermetrica è l'analisi del baseball attraverso le statistiche.

## Storia
Il termine deriva dall'acronimo SABR, che sta per “Society for American Baseball Research” (Società americana per la ricerca sul baseball) e fu coniato da Bill James, che è stato tra i suoi primi proponenti e per lungo tempo il suo principale sostenitore.
Dal Manifesto della sabermetrica di David Grabiner:
Può comunque cercare di rispondere a domande come “Willie Mays è stato più veloce di Mickey Mantle?”, stabilendo diversi possibili parametri per esaminare la velocità con studi oggettivi e raggiungendo una conclusione basata su questi studi individuali.
I sabermetrici spesso sollevano obiezioni sulle misure tradizionali delle capacità. Per esempio la media battuta è generalmente considerata da loro una statistica di limitata utilità poiché risulta essere un mediocre strumento per determinare la capacità di una squadra di fare punti. Un tipico modo di ragionare della sabermetrica è che una buona misura di un giocatore è la sua abilità nell'aiutare la propria squadra nel fare più punti della squadra avversaria.
La sabermetrica serve sia per stabilire il valore di un giocatore nelle stagioni passate, sia per cercare di predire il suo valore nel futuro. Mentre molti campi di studio sono ancora in sviluppo, ha prodotto diverse innovazioni nel gioco del baseball e nel campo della misurazione delle prestazioni.